# I'm So Happy I Can't Stop Crying
I'm So Happy I Can't Stop Crying è una canzone scritta e registrata da Sting. È stata pubblicata come quarto e ultimo singolo dell'album Mercury Falling nel 1996. Ha raggiunto il 94º posto della Billboard Hot 100 negli Stati Uniti e il 54º posto della Official Singles Chart nel Regno Unito.
Nel 1997, Sting ha registrato una nuova versione della canzone in duetto con il cantante country Toby Keith, inserita nell'album Dream Walkin' di Keith. Questa versione ha raggiunto negli Stati Uniti la seconda posizione della Hot Country Songs e l'84º posto della Billboard Hot 100, regalando a Sting la sua unica hit country.

## Contenuto
Sting aveva inizialmente pensato a questa traccia come una canzone rock, ma il contenuto del testo ha spinto la canzone in una direzione country, e l'ha trasformata in un qualcosa di country rock. La canzone si apre in chiave di Mi bemolle maggiore, per poi salire di un semitono fino al Mi maggiore nel verso finale. Il testo tratta di un padre che è stato lasciato dalla moglie per un altro uomo, e allontanato dunque dai suoi due figli. Dopo un primo periodo di difficoltà, il padre ha una rivelazione sulla connessione tra vita e universo, e al termine della canzone è "così felice che non riesce a smettere di piangere" ("so happy he can't stop crying"). Durante il tour di Mercury Falling, Sting avrebbe spesso invitato alcuni spettatori a salire sul palco per cantare la canzone insieme a lui.

## Video musicale
Il video musicale della canzone è stato diretto da Lol Creme e mostra un'improbabile invasione aliena su un piccolo paese di campagna. Il video si avvale di diversi effetti speciali in CGI

## Tracce
Edizione statunitense
1. I'm So Happy I Can't Stop Crying
2. This Was Never Meant to Be
3. Giacomo's Blues
4. Beneath a Desert Moon

Edizione tedesca
1. I'm So Happy I Can't Stop Crying
2. Moonlight
3. La Belle Dame Sans Regrets

Edizione spagnola
1. I'm So Happy I Can't Stop Crying
2. Fragilidad

## Classifiche
| Classifica (1996)          | Posizione massima |
| -------------------------- | ----------------- |
| Canada                     | 27                |
| Germania                   | 74                |
| Regno Unito                | 15                |
| Stati Uniti                | 86                |
| Stati Uniti (adult top 40) | 28                |

## Versione di Toby Keith
Nel 1997, il cantante statunitense country Toby Keith ha registrato una cover della canzone per il suo quarto album in studio, Dream Walkin' del 1997. Questa versione, registrata in collaborazione con Sting, è stata estratta come secondo singolo dell'album nel tardo 1997. Nella Billboard Hot 100 ebbe più successo della versione originale, piazzandosi all'84º posto (laddove l'originale si era fermata al 94º). In aggiunta, toccò la seconda posizione della Hot Country Songs, diventando l'unico singolo di Sting ad essere entrato in questa classifica.

### Storia
Secondo quanto riportato da Toby Keith, Sting ha accettato di lasciar registrare a Keith una nuova versione per dare al pezzo una seconda chance nelle radio, a patto che Sting avrebbe suonato il basso e cantato in duetto nei cori del brano. I due hanno anche eseguito eseguito la canzone insieme ai Country Music Association Awards del 1997.

### Riscontro di critica
Deborah Evans Price, giornalista della rivista Billboard, ha lodato positivamente la collaborazione tra Sting e Toby Keith, sottolineando come le loro due voci "si completano a vicenda molto bene". Ha continuato sostenendo che un grande cantautore può scrivere testi e musica che trascendo da ogni genere e che "le struggenti liriche di Sting e la forte melodia di questa canzone ne sono la perfetta dimostrazione".

### Classifiche
I'm So Happy I Can't Stop Crying ha debuttato al 53º posto della Hot Country Songs nella settimana dell'11 ottobre 1997.
| Classifica (1997/98)  | Posizione massima |
| --------------------- | ----------------- |
| Canada (country)      | 4                 |
| Stati Uniti           | 84                |
| Stati Uniti (country) | 2                 |

### Classifiche di fine anno
| Classifica (1998)     | Posizione |
| --------------------- | --------- |
| Stati Uniti (country) | 74        |